# Reed Hastings
Reed Hastings, właśc. Wilmot Reed Hastings Jr. (ur. 8 października 1960 w Bostonie) – amerykański przedsiębiorca, jeden z założycieli i właścicieli internetowej wypożyczalni filmowej Netflix.